# Annaka Harris
Annaka Harris (née Gorton) est une essayiste et éditrice américaine. 
Ses travaux touchent à différents sujets, la neuroscience, la méditation, la philosophie de l'esprit. Elle est la co-autrice en 2013 du livre pour enfants I wonder.  

## Publications
En 2013, Annaka Harris est l'éditrice du livre Lying (en français : Mensonges), écrit par son époux, l'écrivain spécialiste des neurosciences Sam Harris,. 
En 2019, elle écrit l'essai Conscious: A Brief Guide to the Fundamental Mystery of the Mind (traduit en 2021 en français sous le titre : Une brève introduction à la conscience : réflexion sur le soi, le libre arbitre et l’expérience du monde), figurant parmi les best seller du New York Times. Elle y traite de différents sujets comme le libre arbitre, le panpsychisme, ou du problème difficile de la conscience,,.